# Ischnolea odettae
Ischnolea odettae är en skalbaggsart som beskrevs av Martins, Galileo, Tavakilian, Galileo och Tavakilian 2008. Ischnolea odettae ingår i släktet Ischnolea och familjen långhorningar. Inga underarter finns listade i Catalogue of Life.